# Rodney Heath
Rodney Wilfred Heath (Melbourne, Austràlia, 15 de juny de 1884 − Melbourne, 26 d'octubre de 1936) va ser un tennista australià.
L'any 1915 va abandonar Austràlia per unir-se a la Royal Flying Corps d'Anglaterra.
Va ser el guanyador de l'edició inaugural de l'Australasian Championships l'any 1905. També va guanyar el títol en la modalitat de dobles masculins i va ser finalista a Wimbledon. Va formar part de l'equip australià de Copa Davis.

## Torneigs de Grand Slam

### Individual: 2 (2−0)
| Resultat  | Núm. | Any  | Campionat                      | Oponent       | Marcador           |
| --------- | ---- | ---- | ------------------------------ | ------------- | ------------------ |
| Guanyador | 1.   | 1905 | Australasian Championships     | Arthur Curtis | 4−6, 6−3, 6−4, 6−4 |
| Guanyador | 1.   | 1910 | Australasian Championships (2) | Horace Rice   | 6−4, 6−3, 6−3      |

### Dobles masculins: 5 (2−3)
| Resultat  | Núm. | Any  | Campionat                      | Parella            | Oponents                         | Marcador           |
| --------- | ---- | ---- | ------------------------------ | ------------------ | -------------------------------- | ------------------ |
| Guanyador | 1.   | 1906 | Australasian Championships     | Anthony Wilding    | Cecil C. Cox Harry Parker        | 6−2, 6−4, 6−2      |
| Finalista | 1.   | 1910 | Australasian Championships     | James O'Day        | Ashley Campbell Horace Rice      | 3−6, 3−6, 2−6      |
| Guanyador | 2.   | 1911 | Australasian Championships (2) | Randolph Lycett    | John Addison Norman Brookes      | 6−2, 7−5, 6−0      |
| Finalista | 2.   | 1914 | Australasian Championships (2) | Arthur O'Hara Wood | Ashley Campbell Gerald Patterson | 5−7, 6−3, 3−6, 3−6 |
| Finalista | 3.   | 1919 | Wimbledon                      | Randolph Lycett    | Pat O'Hara-Wood Ronald Thomas    | 4−6, 2−6, 6−4, 2−6 |